# 黑斯费尔德-罗滕堡县
黑斯费尔德-罗滕堡县（德語：Landkreis Hersfeld-Rotenburg）是德国黑森州卡塞尔行政区的一个县，首府巴特黑斯费尔德。在旅游业内，黑斯费尔德-罗滕堡县又被称为“瓦尔德黑森”（Waldhessen，意为“森林黑森”）。

## 地理
黑斯费尔德-罗滕堡县北面与威拉-迈斯讷县，东面与图林根州的瓦特堡县，南面与富尔达县，西南面与福格尔斯山县，西面与施瓦尔姆-埃德尔县相邻。